# Helichrysum bracteiferum
Helichrysum bracteiferum là một loài thực vật có hoa trong họ Cúc. Loài này được (DC.) Humbert mô tả khoa học đầu tiên năm 1923.